# Municipalité de la Grande Voie de Shanghai
Pour les articles homonymes, voir Shanghai (homonymie).
1937–1938
Entités précédentes :
- République de Chine

Entités suivantes :
- Gouvernement réformé de la république de Chine

La Municipalité de la Grande Voie de Shanghai (chinois : 上海市大道政府 ; pinyin : Shànghǎi Shì Dàdào Zhèngfǔ) est un éphémère régime fantoche proclamé par l'armée expéditionnaire japonaise de Chine centrale, dans le district de Pudong à Shanghai, le 5 décembre 1937. Il administra la ville occupée dans les premiers temps de la guerre sino-japonaise.

## Contexte historique
Après la bataille de Shanghai en 1937, le cabinet du Premier ministre du Japon Fumimaro Konoe souhaitait un accord diplomatique rapide pour stabiliser la situation en Chine. Le Quartier général impérial, préférant ne pas répéter l'expérience du Mandchoukouo, poussa l'armée de Chine centrale à installer un gouvernement collaborateur pour administrer la ville.
En novembre 1937, plusieurs notables furent approchés pour prendre place dans l'administration provisoire. En particulier, l'état-major japonais obtint la coopération de Fu Xiao'an, riche directeur d'une banque de commerce à la tête de la Chambre de commerce générale de Shanghai. Opposant à Tchang Kaï-chek, il avait été emprisonné par le Kuomintang en 1927 pour avoir refusé de lui prêter de l'argent. Après sa sortie de prison, il avait fui en Mandchourie et cultivé sa rancune contre Tchang Kaï-chek à l'ombre de l'occupation japonaise.
Fu Xiao'an était toutefois réticent à prendre la tête de l'administration, poste pour lequel il recommanda Su Xiwen, un professeur de philosophie religieuse et de science politique qui avait étudié à l'université Waseda de Tokyo. Conservateur en politique, Su Xiwen professait aussi un syncrétisme Bouddhisme-Taoïsme qui influença le choix du nom de la nouvelle municipalité et son drapeau : la Grande Voie fait référence au concept de tao, et le drapeau représente un symbole yin et yang sur fond jaune, dans des couleurs souvent associées au bouddhisme.

## L'administration collaboratrice
L'administration restaura une partie des services publics de la ville et créa une force de police sous les ordres de Zhang Songlin, ancien commandant de police de la province du Jiangsu. Un impôt fut levé sur les marchandises transitant à travers la ligne de front japonaise ; Su Xiwen était assisté par des experts de la Société des chemins de fer de Mandchourie du Sud. Il promettait de purger la ville de l'influence du Kuomintang et des communistes.
Les Japonais ne prenaient pas au sérieux cette administration et la galaxie de criminels, de religieux et de narcotrafiquants qui lorgnait sur ses postes de direction. Les travaux publics promis n'étaient pas menés, Su Xiwen et ses alliés détournant les fonds, et l'utilité de la nouvelle municipalité pour la propagande fut rapidement amoindrie. En décembre 1937, l'état-major japonais fit appel à un collaborateur chinois du Nord, Wang Zihui, pour superviser l'administration à titre temporaire.
Après l'installation du Gouvernement réformé de Nankin en 1938, le corps expéditionnaire japonais organisa un certain nombre de rassemblements publics et de cérémonies de soutien. En moins d'un mois, le nouveau gouvernement prit le pas sur la municipalité en installant un yamen chargé de l'administration de Shanghai. Su Xiwen fit allégeance au Gouvernement réformé et adopta son drapeau le 3 mai 1938. Il officia encore à la tête du yamen jusqu'à ce que Fu Xiao'an prenne la place de maire le 16 octobre 1938.